# Lac de Qaraaoun
Lac de Qaraaoun är en sjö i Libanon.   Den ligger i guvernementet Mohafazat Béqaa, i den centrala delen av landet, 40 kilometer sydost om huvudstaden Beirut. Lac de Qaraaoun ligger 838 meter över havet. Arean är 5,5 kvadratkilometer. Den sträcker sig 4,8 kilometer i nord-sydlig riktning, och 2,0 kilometer i öst-västlig riktning.
Trakten runt Lac de Qaraaoun består till största delen av jordbruksmark. Runt Lac de Qaraaoun är det ganska tätbefolkat, med 72 invånare per kvadratkilometer.